# La Brousse en folie
 (avril 2013).
Si vous disposez d'ouvrages ou d'articles de référence ou si vous connaissez des sites web de qualité traitant du thème abordé ici, merci de compléter l'article en donnant les références utiles à sa vérifiabilité et en les liant à la section « Notes et références ».
La Brousse en folie est une série de bande dessinée créée par Bernard Berger en 1983. Il n'y a pas réellement d'histoire, ni de vrais héros, chaque album se compose en fait de diverses histoires en une planche dans une petite ville de Nouvelle-Calédonie. Toutefois, certains albums disposent d'une trame de fond générale, notamment dans le cadre de voyages des personnages principaux à l'extérieur de leurs villages (en Australie dans On a marché sur la Golcôsse, en France métropolitaine dans Vingt deux mille lieues sur la mer ou à Nouméa dans Nouméa Texas), autour d'évènements particuliers (la grossesse de Mimine et la naissance de Kakounette dans Le Meilleur des Mandes) ou en se concentrant sur certains personnages (par exemple Petit bateau mais gros la cale sur les aventures des enfants des personnages principaux ou sur les « Zoreilles » en général dans Les zozos du paradis).

## Les personnages
On rencontre pas mal de personnages dans cette bande dessinée, les principaux sont :
- « Tonton Marcel, éleveur ... coup de chasse, coup de pêche, coup de fête et coup de gueule ». Archétype du « Broussard », ou Caldoche de Brousse, c'est potentiellement le « héros » de la série s'il devait y en avoir un. Il est râleur, coléreux, têtu, buveur, légèrement de mauvaise foi et menteur, mais ingénieux et disposant en définitive d'un bon fond. Petit, au nez d'aigle imposant et portant la barbe en collier, ses attributs sont son stetson, ses claquettes qu'il a toujours au pied (trait que l'auteur reconnaît être « exagéré : l'éleveur n'en porte pas pour travailler, à cheval ce n'est pas pratique »), sa chemise hawaïenne à fleurs (là encore, Bernard Berger admet qu'elle « est un peu surréaliste : les Broussards n'en portaient pas vraiment sauf pour les opportunités festives »), son fusil de chasse, sa vieille « benne » (pick-up), sa plate (ou bateau, « Mimine II »), son chien (ou clebs') préféré Massis (à prononcer « Massisse », « chien bleu » doué d'une intelligence particulièrement développée qui passe son temps à commenter la situation par des commentaires plutôt sarcastiques, à poursuivre les voitures en aboyant et à accompagner son maître à la chasse ou à la pêche, il a pour compagnon deux autres chiens au rôle plus secondaire : Bonus Boy qui ressemble à un « cochon sournois » et Tino Rossi qui est un « grand chien au regard abruti et aux oreilles trouées par une volée de plombs de chasse ») et sa topette (canette de bière, bien sûr de la Number one, éventuellement un verre de whisky glasse qu'il déguste à l'apéro devant un épisode de Dallas, Santa Barbara ou autre feuilleton). Il vit dans sa « station » entre deux « coups d'chasse » (au « cerff » ou à la roussette) et « coups d'pêche » (pêche au crabe de palétuvier dans la mangrove, « coup de plonge » ou chasse sous-marine, « coup de dérive » ou pêche à la dérive depuis son bateau dans le lagon). Il est marié à Mimine, en l'honneur de qui sa « plate » (ou bateau) est baptisé « Mimine II », fermière légèrement enrobée qui s'attache à faire tenir sa maison et son exploitation, excellente cuisinière et ayant un aussi fort caractère que son époux (entraînant d'inévitables « coups d'gueule »), le couple s'appelle affectueusement « Ma saumonée » et « Mon dawa ». Ils ont ensemble deux enfants : Fifils, l'aîné, longtemps fils unique dans la série, jeune garçon jamais à court d'idée pour faire des bêtises avec ses compères Adrien et Kévin, son père est l'une de ses cibles favorites ce qui lui vaut d'être régulièrement poursuivi par la redoutable « Vout voute » (botte secrète de Marcel qui jette à grande vitesse sa claquette comme un boomerang), il ne se sépare jamais de son « bibiche » et apprécie peu l'école, il a les traits, de même que ses copains, d'un adolescent dans les cinq premiers albums, puis est rajeuni (et rétréci) pour prendre son apparence définitive de garçonnet d'une dizaine d'années ; Kakounette, dont la naissance est le sujet principal du tome 14 Le meilleur des Mandes. Les autres personnages de la famille de Tonton Marcel (dont le nom n'a toujours pas été dévoilé à ce jour) comprennent son grand-père qui n'apparaît que dans une seule planche du premier album, et sa belle-mère Mémé Yéyette. Mère de Mimine apparue pour la première fois dans le tome 7 Lagoon blues, elle entretient avec son gendre des relations orageuses (ayant tous deux à peu près le même caractère), est particulièrement myope et a ainsi tendance à tirer sur tout ce qui bouge (confondant notamment les roussettes et les grenouilles), ne se sépare jamais de son cochon Jesse Cook (animal gâté par sa maîtresse, au mauvais caractère et s'amusant à faire perdre ses nerfs à Tonton Marcel) et est indissociable de sa réplique « Banjouuurr toun mande ».
- « Dédé, indigène autochtone mélanésien, canaque, kanak ... ». L'un des deux meilleurs amis de Tonton Marcel avec Tathan, il est son compagnon privilégié de chasse, de pêche et d'apéro. Un peu gros (même s'il s'est légèrement arrondi au fil des albums), au nez rond et fort, aux cheveux crépus et marchant pied nu, il est d'un naturel plus calme que Tonton Marcel et aborde la vie avec philosophie et « bon sens ». Il est toujours vêtu d'un débardeur (ou « marcel ») blanc et d'un short. Il vit à la tribu des cascades (tribu fictive), mais est pratiquement toujours aux côtés de Marcel. Il est marié à Joséphine, femme kanak douce et travailleuse, généralement vue en train de tresser des feuilles de cocotier ou de préparer le bougna, elle est amie avec les autres femmes de la série. Ensemble, ils ont deux enfants, là aussi un garçon et une fille : Adrien, se reconnaissant facilement à la goute de morve qui dégouline en permanence de son nez (et avec laquelle il s'amuse parfois à jouer au Yo-yo), il est le compagnon de jeu (et de bêtises) de Fifils et de Kévin, et est en quelque sorte le « timide » de la bande ; Dorothée, aux grands yeux et à la chevelure imposante, « toujours dans les jupons de sa mère » et meilleure amie de Capucine avec laquelle elle ne rate pas une occasion de traiter avec un certain mépris aux trois garçons de la bande pour leurs bêtises incessantes. Son neveu, Baptisse, apparu dès le premier album mais réellement développé par l'auteur à partir du tome 15 Le jour le plus lent, est la caricature du « jeune kanak fainéant », cherchant par tous les moyens à s'insérer, sans grand succès, dans le monde du travail mais se faisant remarquer par son caractère affable et généreux, au contraire de son acolyte Woin Woin conçu pour être son antithèse totale : de petite taille, il porte un bob aux couleurs de la Jamaïque, il est particulièrement abject et est avant tout un profiteur.
- « Tathan, made in Asia, vend à tout ce qui bouge. » Le « chinois » de la série, en fait Asiatique sans réelle précision quant au pays dont il serait originaire, il représente selon l'auteur « la communauté asiatique commerçante qu'on retrouve un peu partout en Nouvelle-Calédonie et dans le monde en général ». C'est l'autre meilleur ami de Tonton Marcel avec Dédé, et les accompagne quelquefois à la chasse ou à la pêche. Mais il est surtout présent derrière la caisse de son épicerie, principal commerce du village dans lequel tout (ou presque) peut être trouvé (il a été jusqu'à essayer, avec la collaboration de Dédé, de lancer une marque de bougna en conserve, sans réel succès) et qui sert de point de ralliement aux personnages principaux de la bande dessinée. Grand et sec, sa chevelure est marquée par une longue mèche noire s'avançant sur l'avant lui donnant un aspect proche des personnages de manga. Il est marié à Mandarine, elle aussi d'origine asiatique et ayant sensiblement la même mentalité que son mari (notamment en ce qui concerne la recherche de rentabilité de la boutique), c'est elle qui prépare les « barquettes » de plats cuisinés et les nems que Tathan vend, gère le stock et en quelque sorte la comptabilité de l'établissement. Le couple s'appelle affectueusement « Mon canard laqué » et « Mon porc au suc' ». Ils ont là encore deux enfants, un garçon et une fille : Kévin, troisième membre de la bande des garçons terribles du village avec Fifils et Adrien, il fait partager à ces derniers les jouets sophistiqués et modernes que ses parents lui importent d'Asie (consoles de jeu, « bibiche » métallique) ; Téthine, née dans le tome 14 Le meilleur des Mandes, un peu avant Kakounette, elle apparaît toutefois moins que cette dernière.
- « Joinville, métrofonctionnaire a tous les diplômes. Il a tout vu, tout lu et touché la prime. » Il est lui l'archétype du « Zoreille », fonctionnaire métropolitain venu travailler sur le « Caillou ». Pétri de bonnes intentions, d'un naturel exalté, enthousiaste, photographiant tout ce qui bouge, presque candide, sa « perfection morale » apparente ne sert qu'à souligner les travers des autres personnages. De plus, il agace au départ par son ton moralisateur, un côté pédant ne manquant pas une occasion d'étaler sa culture et un style plutôt « m'as tu vu », mais finit par s'imposer au fil des albums, devenant en un sens sympathique et s'intégrant petit à petit au sein de la « bande de copains » que forment Tonton Marcel, Dédé et Tathan. Petit et grassouillet, il porte de grosses lunettes, un polo, un short et des chaussures fermées. Il habite dans un logement de fonction « en dur ». Son épouse n'a pas de prénom et est appelée « ma chérie » par son mari, « maman » par sa fille ou « Madame Joinville » par les autres personnages. Elle est souriante, cultivée et aimable, et dispose du même enthousiasme et de la même joie de vivre exacerbés que Joinville. Ils ont une fille, Capucine, petite fille modèle, blonde à tâche de rousseurs, qui se trouve dans la même classe que Fifils, Adrien, Kévin et Dorothée. Elle en est la meilleure élève et a, comme son père, un côté moralisateur qui lui vaut de réprimander régulièrement les trois garçons. Elle se retrouve néanmoins parfois entraînée malgré elle dans leurs aventures, tandis que Fifils semble avoir un léger faible pour elle.

D'autres personnages récurrents ont acquis une existence à part entière au fil des albums, sans jamais avoir la même place que les personnages principaux. Parmi ceux-ci peuvent être cités :
- les gendarmes, présents dès le premier album mais qui ne trouvent une apparence fixe qu'à partir du tome 9 Les zozos du paradis à travers deux personnages stéréotypés : l'ancien gendarme, petit gros à l'imposant nez rouge et à la petite moustache noire, « franchouillard » et blasé, ayant tendance à être découragé par les habitants de la localité et leurs écarts permanents vis-à-vis de la loi ; le jeune « bleu », tout juste arrivé, grand et sec, conservant la conviction et le zèle que son supérieur a perdu, il cherche par tous les moyens à s'intégrer. Ils cherchent par tous les moyens, et parfois par des stratagèmes compliqués, à « coincer » les différents protagonistes de la série, en particulier Tonton Marcel. Les griefs que les représentants de la loi ont contre lui sont nombreux : chasse et pêche hors saison, excès de vitesse (et de boisson), conduite d'un véhicule largement hors normes, entre autres.
- le maire du village, Ignace Bourao, qui apparaît dans le tome 12 Vingt deux mille lieues sur la mer (dans le même album, on apprend que la commune où vivent les personnages de la Brousse en folie s'appelle Oukontienban, municipalité fictive de la Grande Terre). C'est un Kanak dont l'apparence n'est pas sans rappeler l'homme politique indépendantiste Paul Néaoutyine (président de la Province Nord et maire de Poindimié) : comme lui il a un léger embonpoint et porte une importante barbe blanche. Il est le second maire de la commune, succédant à un européen « qui avait l'haleine fétide ». Il s'acharne à faire vivre et à développer sa municipalité par le biais de concours multiples, par le partenariat avec la commune métropolitaine (tout aussi fictive) d'Arsouillac-le-Château dans le Limousin (avec laquelle Oukontienban partage la palme de la commune française ayant la plus forte consommation d'alcool, dans Vingt deux mille lieues sur la mer) ou en poussant ses administrés (dont Tonton Marcel et Dédé) à se lancer dans le tourisme rural (dans Bienvenue à Oukontienban). Il est particulièrement apprécié de ses concitoyens.
- Kékinya, vieille guérisseuse Kanak de la tribu, spécialiste de la médecine traditionnelle calédonienne à laquelle les personnages, toute ethnie confondue, font appel pour se soigner. En robe mission et fumant la pipe, elle se remarque par sa connaissance des herbes et plantes, sa sagesse « ancestrale » et ses dictons particuliers (parmi ceux-là : « Quand le flacon il est rond, le mec il est pas bon ! Quand la bouteille elle est carrée, le mec il est calmé ! », pour souligner sur l'importance psychologique de l'emballage du médicament, après avoir réussi à apaiser Marcel d'une intoxication, la « gratte », en transvasant son traitement dans une bouteille de whisky, appelée localement « bouteille carrée »).
- la maîtresse, « petite institutrice toute mignonne », elle aussi « Zoreille » appréciée de ses élèves mais totalement déconcertée face à leur fort accent et à leurs habitudes, elle tente tant bien que mal de leur faire prononcer correctement les « an » et les « on » (prononcés respectivement « ôn » et « ân »).
- Nénesse Poinsanfo, hôtelier-restaurateur métis Kanak-Européen, apparaît dans le tome 3 La dame blônche. Il tient le seul véritable établissement hôtelier du village (même s'il connaîtra sa première concurrence dans Bienvenue à Oukontienban avec les gîtes ruraux créés par Dédé et Tonton Marcel, entraînant une certaine tension entre les trois individus et certains échanges verbaux « colorés »). Si au début il connaît quelques difficultés en raison de cagoulards passant leur temps à incendier ses bâtiments (l'une des manifestations dans la BD des violences des « Évènements » des années 1980, les premiers albums ayant été écrits durant cette période), il connaît par la suite une certaine prospérité.
- Zézette Lecoaltar, petite « caldoche de base », ancienne fiancée de Tonton Marcel dans sa jeunesse. Célibataire coquette, elle soigne particulièrement son apparence : fortement maquillée, le brushing soigné, la robe et les bijoux assortis, une assez forte poitrine, son apparence avantageuse jure avec son accent caldoche particulièrement prononcé.
- les viandards, fléaux des Broussards, braconniers qui s'introduisent sur les propriétés pour chasser le cerf et le bétail. Pôpôl et son compère, un Kanak et un Caldoche, sont ainsi sans cesse pourchassés par Tonton Marcel. Pas très malins ni très courageux, ils sont généralement pris la main dans le sac de l'éleveur qui les couvre de tirs nourris (mais jamais très précis) de chevrotine ou de sa redoutable « vout vout ». Pourtant, Tonton Marcel ne se prive pas de se rendre coupable des mêmes pratiques sur la propriété de son voisin.
- le voisin de Marcel : celui-ci n'apparaît jamais dans la série, mais sa présence est connue par le biais des incessantes volées d'insultes que Marcel crie au pied de la clôture qui séparent leurs deux exploitations. Si la nature du litige entre les deux Broussards n'est pas connue, il traduit les haines parfois ancestrales qui opposent certaines familles de Caldoches en Brousse.
- le curé, qui n'apparaît que rarement : assez âgé, portant moustache et barbiche blanche, les cheveux ras, en soutane noire et sandalettes. Il tente, à l'instar des gendarmes ou de l'institutrice, d'apporter un semblant d'ordre et de moral dans « La Brousse en folie », sans grand succès. Il n'apparaît que rarement, essentiellement lors des séances de catéchisme des enfants auquel il répond aux questions en répondant pratiquement toujours par « Bonne question, mon fils/ma fille. Le Bon Dieu ... ».
- l’Européen qui se veut plus Kanak que les Kanak, apparaissant dans quelques planches, surtout dans Les zozos du paradis, il illustre un certain cas stéréotypé de Zoreil, et est l'un des rares personnages réellement antipathiques. Mielleux avec les Kanaks qu'il appelle « Mes frères » et à qui il déclare sans cesse qu'il voudrait sans cesse être comme eux, désagréable avec les représentants des autres communautés (quand il leur adresse la parole), il finit généralement par être totalement exclu, n'étant intégré ni chez les Mélanésiens, ni chez les Caldoches.
- la femme de fonctionnaire aigrie, qui représente l'autre extrême du stéréotype du Zoreil. Plutôt raciste, elle méprise tous les Néo-calédoniens qu'elle juge « feignants » et au « parler de sauvage ». Elle râle, tempête et fulmine sans cesse, et attend avec impatience la mutation de son mari en métropole.

## Albums
- La brousse en folie, 1984; rééd. en 2000 sous le titre La brousse en folie [t. 1] Les premières feintes à tonton Marcel : compilation en 1984 des planches publiées chaque semaine par Bernard Berger dans le Télé 7 Jours local depuis 1983. Il est édité en cartonné souple et agrafé (comme les deux tomes suivants), avant d'être réédité avec une couverture rigide en 1989.
- La brousse en folie [t. 2] Tontion les gosses !, Nouméa : Éd. La Brousse en folie, 1986, 2000 : deuxième album issu des planches publiées de manière hebdomadaire dans le magazine de télévision Télé 7 Jours durant l'année 1985. Les Évènements ayant commencé entre-temps, il est le premier à faire référence de manière plutôt implicite aux violences politiques et ethniques qui ont alors lieu en Nouvelle-Calédonie.
- La brousse en folie [t. 3] La dame blônche, Nouméa : Éd. La Brousse en folie, 1986, 2000 : premier album édité en dehors de la publication hebdomadaire de planches dans un journal, il est le premier à offrir une « histoire complète » selon le format repris pour plusieurs tomes par la suite : une trame générale existe mais chaque planche garde une certaine autonomie en racontant chacune un gag différent. Le scénario traite tout particulièrement des superstitions et des peurs liées au mythe de la « Dame Blônche ».
- La brousse en folie [t. 4] La marche des crabes mous dans le désert, Nouméa : Éd. La Brousse en folie, 1990, 2000 : retour de la série après plusieurs années d'absence, il s'agit à l'origine de simples planches publiées dans un journal hebdomadaire, comme aux origines, cette fois-ci Les Nouvelles Hebdo, organe anti-indépendantiste créé en 1988 (jusqu'à la disparition de cette publication en 2005, Bernard Berger continuera à publier les planches de la Brousse en folie dans le journal), puis compilées en album en 1990. Il s'agit du premier tome imprimé avec une couverture cartonnée rigide, par l'entreprise métropolitaine également chargée de l'impression des Bidochon qui réalise également en 1989 la couverture rigide des précédents albums.
- La brousse en folie [t. 5] Roussettes de cuisine, Nouméa : Éd. La Brousse en folie, 1991, 2000 : premier album dont les planches sont découpées en quatre bandes plutôt que trois, également le premier dont les couleurs de la couverture ont été créées par ordinateur. Considéré par l'auteur comme « l'album charnière entre “ l'ancien style ” et le “ nouveau ” ». Histoires indépendantes d'une planche.
- La brousse en folie [t. 6] A l'ombre des niaoulis, Nouméa : Éd. La Brousse en folie, 1992, 2000 : histoires indépendantes, l'auteur revient à des planches de trois bandes, les personnages ont désormais tous leur apparence définitive, ou presque.
- La brousse en folie [t. 7] Lagoon blues, Nouméa : Éd. La Brousse en folie, 1993, 2000 : histoires indépendantes d'une planche, y apparaissent deux nouveaux personnages : la belle-mère de Tonton Marcel et une ancienne fiancée du Broussard, Zézette Lecoaltar.
- La brousse en folie [t. 8] On a marché sur la Golcôsse, Nouméa : Éd. La Brousse en folie, 1993, 2000 : premier album à voir l'essentiel de son action se situer hors du village, et plus généralement hors de Nouvelle-Calédonie. Les quatre personnages principaux et leur famille se rendent sur la Gold Coast, véritable Côte d'Azur australienne au sud de Brisbane, très fréquentée par les Néo-calédoniens.
- La brousse en folie [t. 9] Les zozos du paradis, Nouméa : Éd. La Brousse en folie, 1994, 2000 : présente tous les stéréotypes locaux, plus ou moins exagérés, portant sur les « Zoreilles ».
- La brousse en folie [t. 10] Petit bateau mais gros la cale, Nouméa : Éd. La Brousse en folie, 1996, 2000 : porte sur l'enfance et s'intéresse tout particulièrement à la bande des trois garçons terribles de La Brousse en Folie, Fifils, Adrien et Kévin.
- La brousse en folie [t. 11] Creeks et chuchotemônts, Nouméa : Éd. La Brousse en folie, 1997, 2001 : aventures indépendantes d'une planche, tournant autour du thème de l'identité calédonienne. Deuxième album dont les planches sont découpées en quatre bandes, et non trois.
- La brousse en folie [t. 12] Vingt deux mille lieues sur la mer, Nouméa : Éd. La Brousse en folie, 1998 : une délégation de la commune d'Oukontienban, parmi laquelle les quatre personnages principaux (Tonton Marcel, Dédé, Tathan et Joinville), emmenée par le maire, se rend en Métropole pour participer à une discussion sur les abus de l'alcool dans le village limousin d'Arsouillac-le-Château, qui partage avec Oukontienban le triste titre de village à la plus forte consommation alcoolisée de France (de bière et de whisky pour la commune néo-calédonienne, de vin pour le village campagnard dont les habitants arborent tous pour la plupart un nez rougeaud). Sur le chemin, les quatre héros s'égarent à Paris, l'album racontant alors surtout leurs péripéties dans la capitale, entrecoupées de planches consacrées aux seuls habitants d'Arsouillac qui présentent alors d'étranges similitudes avec les personnages de la Brousse en folie, transposés dans un cadre métropolitain. Nouveau retour à des planches à trois bandes.
- La brousse en folie [t. 13] Le mec sain malgré lui, Nouméa : Éd. La Brousse en folie, 1999 : retour à la tradition du début de la série, à savoir des histoires indépendantes à une planche, sans fil conducteur général.
- La brousse en folie [t. 14] Le meilleur des Mandes, Nouméa : Éd. La Brousse en folie, 2000 : raconte l'arrivée de Kakounette et ce que cela implique : la grossesse de Mimine et ses aléas, la naissance, la paternité de Tonton Marcel, la jalousie de Fifils.
- La brousse en folie [t. 15] Le jour le plus lent, Nouméa : Éd. La Brousse en folie, 2001 : porte surtout sur les aventures de Baptisse, obligé de quitter sa tribu pour aller trouver du travail à Nouméa, et de Woin Woin, rencontré en cours de route. Tous les albums depuis le tome 15 ont désormais des planches découpés en quatre bandes.
- La brousse en folie [t. 16] Le caillou vu du ciel, Nouméa : Éd. La Brousse en folie, 2002 : petites histoires indépendantes, avec toutefois plusieurs tournant autour du personnage de « SuperBroussard », super-héros homme roussette inventé par Tonton Marcel.
- La brousse en folie [t. 17] Bienvenue à Oukontienban, Nouméa : Éd. La Brousse en folie, 2003 : portant sur le tourisme, Tonton Marcel et Dédé décidant de se lancer dans ce secteur d'activité, en créant un gîte rural, entrant en concurrence avec l'hôtelier déjà en place dans le village, Nénesse Poinsanfo.
- La brousse en folie [t. 18] Brousse Academy, Nouméa : Éd. La Brousse en folie, 2004 : de nouveau petites histoires indépendantes.
- La brousse en folie [t. 19] La gloire de ma terre, Nouméa : Éd. La Brousse en folie, 2005 : présenté par l'auteur par la phrase : « Quand le monde de l'enfance a des répercussions sur celui des adultes... ». Porte tout particulièrement sur la « Calédonitude ».
- La brousse en folie [t. 20] Le chapeau de mon père, Nouméa : Éd. La Brousse en folie, 2006 : album consacré aux relations père-fils entre Tonton Marcel et Fifils.
- La brousse en folie [t. 21] Panier de crabe, Nouméa : Éd. La Brousse en folie, 2007 : Marcel se présente aux élections du président du Comité agricole communal d'Oukontienban.
- La brousse en folie [t. 22] Nouméa Texas, Nouméa : Éd. La Brousse en folie, 2009 : se passe à Nouméa, où Tonton Marcel, Dédé et Tathan se rendent pour sauver une vieille maison coloniale de la destruction.
- La brousse en folie [t. 23] L'usine a guêpe, Nouméa : Éd. La Brousse en folie, 2010 : des investisseurs malhonnêtes viennent construire illégalement une usine sur le massif du Pikhku pour y prélever le venin des guêpes jaune du massif efficaces en tant que carburant ; mais ils seront démasqués (malgré eux) par Tonton Marcel, Dédé et Tathan.
- La brousse en folie [t. 24] Les jeux au loin pic, Nouméa : Éd. La Brousse en folie, 2011 : Une histoire sportive à suivre ! La commune d'Oukontienban tente de convaincre des représentants de l'Europe de subventionner des jeux sur notre Caillou. Des jeux ? Quels jeux ? Des jeux « ancestraux » !

## Le jeu vidéo
Le 30 mai 2014 sort l'adaptation de la bande dessinée en jeu vidéo développée par la société Coco Geek (créée par Stephan Berger, le fils de Bernard Berger).
L'histoire : Tonton Marcel découvre qu'un grand concours bovin a lieu dans la commune d'Oukontienban et décide de faire participer sa vache Fout l'cômp. Problème : Fout l'cômp est introuvable ! Marcel se lance alors à la recherche de sa vache mais rencontrera, sur son parcours, plusieurs obstacles. Marcel devra les surmonter et essayer, finalement, de remporter ce grand concours !
Le principe : Le jeu se présente sous la forme d'un point & click. Le joueur contrôle Tonton Marcel à l'aide de la souris (son doigt pour les versions tactiles) et doit résoudre des énigmes. Pour cela, il peut parler aux différents personnages, et prendre des objets dans son inventaire afin de résoudre les épreuves.
Supports : Windows, Mac, tablettes, smartphones (sur l'App Store, Google Play ainsi que le site internet du jeu.

## Hommages
Tonton Marcel apparaît dans Hauteville House t.5, USS Kearsarge, page 20. Il y gagne au passage quelques centimètres et un neveu tavernier. Taciturne et discret, il disparaît après la page 24, sans explication.
La poste de Nouvelle Calédonie a émis plusieurs timbres, dessinés par Bernard Berger, ayant pour thème les personnages de La Brousse en folie, ou utilisant les personnages pour diverses occasions : 
- En 1992, une bande de quatre timbres de 80 F XPF chacun, représentant respectivement Dédé, Tonton Marcel et son bateau "Mimine II", Tathan et Joinville.
- En 1998, un timbre de 70 F XPF pour la Journée du Timbre, représentant Tonton Marcel à qui le facteur distribue une lettre .
- En 2003, un timbre de 100 F XPF en forme de cœur pour la Saint Valentin, représentant Tonton Marcel offrant des fleurs à Mimine.
- En 2003 également, un timbre de 100 XPF pour Noël et le nouvel an, représentant Dédé jouant du tam-tam, Tonton Marcel jouant de la guitare et Tathan en train de danser.
- En 2014 un timbre de 110 F XPF pour Noël et le nouvel an, représentant Dédé et Tonton marcel à cheval, regardant passer une étoile filante.